# Cónclave de 1823
El cónclave papal de 1823 fue convocado el 2 de septiembre de 1823 tras la muerte de Pío VII. Concluyó 26 días más tarde con la elección de 	Annibale Sermattei della Genga, quien tomó el nombre de León XII.
El pontificado de Pío VII duró 23 años  (fue elegido en 1800). Durante su pontificado, la Iglesia católica afrontó las consecuencias de la Revolución francesa y los ataques hacía la legitimidad del poder papal.

## Desarrollo
Durante el papado de Pio VII, los cardenales se dividieron en dos grupos, los zelanti y los politicani. Los zelanti eran más reaccionarios que los politicani y querían una Iglesia altamente centralizada y opuesta a la secularización, reforma surgida en Francia tras la Revolución que se extendió a los Estados Pontificios. Los politicani, aunque eran antiliberales, eran mucho más moderados y favorecieron una aproximación conciliadora con los problemas de las nuevas ideologías y la incipiente revolución Industrial. El líder de los politicani era Pio VII, y el líder de los Zelanti era el cardenal Secretario de Estado, Ercole Consalvi. El cardenal Consalvi pasó a ser más moderado hacia el final de Pío VII.
El largo pontificado hizo que hubiera un cambio significativo en el Colegio Cardenalicio. De los cuarenta y nueve electores (cuatro estaban ausentes), solo Giulio Maria della Somaglia y Fabrizio Dionigio Ruffo eran ya cardenales cuándo Pío VII fue elegido en 1800. Por ello, los cuarenta y siete restantes no tenían ninguna experiencia práctica en cónclaves.
Entre los electores, Antonio Gabriele Severoli era el papabile más probable,  pero el veto de Francisco I de Austria impidió que pudiera ser elegido.
Francesco Saverio Castiglioni entonces pasó a ser el candidato más probable. El papa difunto había respaldado a Castiglioni refiriéndose a él como Pío VIII, y de hecho el candidato que finalmente fue elegido pronosticó durante el cónclave que Castiglioni algún día reinaría bajo ese nombre (siendo así elegido en 1829 tras la muerte de su predecesor). 
Castiglioni perdió apoyos, cuando los cardenales Zelanti se dieron cuenta de que estaba bastante cerca de Consalvi
Tras la pérdida de apoyos, el Cardenal della Somaglia,  pasó a ser un candidato de peso, pero para algunos el hecho de que firmara sus cartas como "ciudadano Somaglia" durante la ocupación de los Estados Pontificios por Napoleón, le hizo perder los apoyos.
Fue entonces que el elegido fue el vicario de Roma, Annibale della Genga,  propuesto por los zelanti. Mientras que su altura, aspecto ascético y reaccionaria reputación no era una atracción para los politicani, el hecho de que él estaba aparentemente al borde de la muerte atrajo la atención de los cardenales, desesperados por alcanzar una resolución del cónclave. Como resultado, Della Genga fue elegido el 28 de septiembre y tomó el nombre de León XII.
León XII fue coronado el 5 de octubre de 1823.

## Resumen del Desarrollo
| Duración     | 26 días                                                    |
| Electores    | 53                                                         |
| ------------ | ---------------------------------------------------------- |
| Presentes    | 49                                                         |
| Ausentes     | 4                                                          |
| Vetos        | Francisco I de Austria en contra Antonio Gabriele Severoli |
| PAPA DIFUNTO | PÍO VII (1800–1823)                                        |
| PAPA ELECTO  | LEÓN XII (1823–1829)                                       |